# Aéroport international d'Ixtapa-Zihuatanejo
L'aéroport international d’Ixtapa-Zihuatanejo (code IATA : ZIH • code OACI : MMZH • code DGAC M. : ZIH) est un aéroport situé  dans l'État de Guerrero sur la côte pacifique du Mexique. Ils reçoit les touristes des stations balnéaires d'Ixtapa et Zihuatanejo.
Il a géré 597 902 passagers en 2017 et 566 497 en 2018.

## Situation
| \| 500 km1:6 468 000 \| Acapulco Aguascalientes Huatulco Campeche Cancún Chetumal Chihuahua Ciudad · del Carmen Ciudad Juárez Ciudad · Obregón Ciudad · Victoria Colima Cozumel Culiacán Guanajuato Durango Guadalajara Hermosillo Ixtapa · Zihuatanejo La Paz San José · del Cabo Los Mochis Matamoros Mazatlán Mérida Mexicali Mexico B.J. Mexico F.A. Minatitlán Monterrey Morelia Nuevo · Laredo Oaxaca Playa · de Oro Puebla Puerto · Escondido Puerto · Vallarta Querétaro Reynosa San Luis · Potosí Tampico Tapachula Tepic Tijuana Toluca Torreón Tuxtla Gutiérrez Uruapan Veracruz Villahermosa Zacatecas |
| 500 km1:6 468 000 |

## Statistiques
Pour des raisons techniques, il est temporairement impossible d'afficher le graphique qui aurait dû être présenté ici.

Voir la requête brute et les sources sur Wikidata.

## Compagnies aériennes et destinations
| Compagnies           | Destinations |
| -------------------- | --- |
| Aeromar              | Mexico-B. Juárez |
| Aeroméxico Connect   | Mexico-B. Juárez |
| Air Canada           | En saison : Toronto (Pearson), Vancouver                                                                                              |
| Air Canada Rouge     | En saison : Montréal (P.-E.-Trudeau)                                                                                                  |
| Alaska Airlines      | Los Angeles |
| American Airlines    | En saison : Dallas-Fort Worth, Phoenix-Sky Harbor                                                                                     |
| American Eagle       | En saison : Dallas-Fort Worth, Phoenix-Sky Harbor                                                                                     |
| Delta Air Lines      | En saison : Minneapolis-Saint-Paul |
| Interjet             | Mexico-B. Juárez |
| Magnicharters        | Mexico-B. Juárez En saison : Monterrey-M. Escobedo                                                                                    |
| Sun Country Airlines | En saison : Minneapolis-Saint-Paul |
| Sunwing Airlines     | En saison : Calgary, Edmonton, Montréal (P.-E.-Trudeau), Régina, Saskatoon, Toronto (Pearson), Vancouver, Winnipeg (J. A. Richardson) |
| TAR Aerolineas       | Guadalajara-M. Hidalgo y Costilla, Querétaro                                                                                          |
| United Airlines      | En saison : Chicago-O'Hare, Houston-George Bush                                                                                       |
| United Express       | Houston-George Bush |
| VivaAerobus          | Mexico-B. Juárez En saison : Monterrey-M. Escobedo                                                                                    |
| Volaris              | Mexico-B. Juárez, Tijuana-A. L. Rodríguez                                                                                             |
| WestJet              | En saison : Calgary |

Édité le 20/06/2019